# Peruanermeerschweinchen

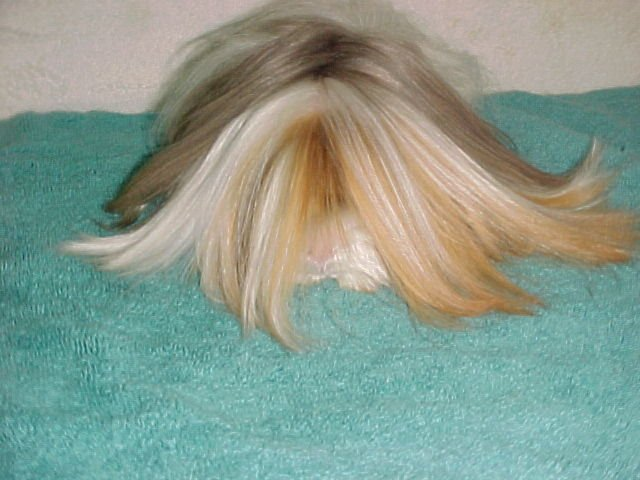
Peruanermeerschweinchen

Das Peruanermeerschweinchen, kurz Peruaner, ist eine Langhaarrasse des Hausmeerschweinchens. Die Tiere dieser Rasse sind 20 bis 25 Zentimeter lang und wiegen zwischen 800 und 1.400 Gramm.

## Aussehen
Abgesehen von ihren sehr langen Haaren unterscheidet sich der übrige Körperbau nicht von denen des normalen Hausmeerschweinchens. Das lange glänzende Fell fühlt sich weich an. Am Kopf haben sie eine Rosette, und das lange nach vorn wachsende Kopfhaar ähnelt einer Pony-Frisur. Im höheren Alter wird der Pony dieser Tiere länger, so dass oft die Schnauze nicht mehr zu sehen ist. In der Rückenmitte ist ein Scheitel vorhanden. An den Hüften haben diese Tiere ebenfalls eine Rosette, die meist unter dem dichten Haarkleid verborgen ist. Am Hinterleib hat das Peruanermeerschweinchen die längsten Körperhaare. Die Haarlänge dieser Tiere unterliegt keiner maximalen Längenbegrenzung. Es sind folgende Farbschläge herausgezüchtet worden: einfarbiges Rot, einfarbiges Schwarz, einfarbiges Weiß, dreifarbige (Rot, Schwarz, Weiß) und anderen Farbkombinationen mit Schildpattfärbung. Bei älteren Exemplaren nimmt der Glanz und die Feinheit des Fells ab. 

### Sheltie
Peruanermeerschweinchen ohne Rosette am Kopf und glänzendem Fell nennt man Shelties.

### Anerkannte Farben
Folgende Farben sind vom Meerschweinchenfreunde Deutschland (MFD) BD e.V anerkannt: Rot, Schwarz, Weiß, Rot-Weiß und Schwarz-Weiß.

## Vererbung
Der Erbgang für die langen Haare wird rezessiv vererbt.

## Besonderheiten
Aufgrund der langen Haare verfilzt ihr Fell sehr schnell und erfordert eine tägliche ausgiebige Fellpflege, inklusive Schur durch den Halter.